# Anarchias longicaudis
Anarchias longicaudis är en fiskart som först beskrevs av Peters, 1877.  Anarchias longicaudis ingår i släktet Anarchias och familjen Muraenidae. Inga underarter finns listade i Catalogue of Life.